# Johann Tauscher
Johann Tauscher (Vienna, 31 marzo 1909 – 21 gennaio 1979) è stato un pallamanista austriaco.

## Palmarès

### Olimpiadi
- Argento a Berlino 1936 nella pallamano.